# شبكة تسهيلات التوظيف
شبكة تسهيلات الوظائف (بالإنجليزية: Job Accommodation Network) هي خدمة تقدمها وزارة العمل الأمريكية من خلال مكتب سياسات توظيف ذوي الإعاقة (ODEP). تعد شبكة تسهيلات الوظائف واحدة من عدة مراكز مساعدة فنية تابعة لمكتب سياسات توظيف ذوي الإعاقة. تسهل شبكة تسهيلات الوظائف توظيف واستبقاء العمال ذوي الإعاقة من خلال تزويد أصحاب العمل، ومقدمي خدمات التوظيف، والأشخاص ذوي الإعاقة، وأفراد أسرهم، والأطراف المهتمة الأخرى بمعلومات حول تكييف الوظائف، وريادة الأعمال، والمواضيع ذات الصلة. تدعم جهود شبكة تسهيلات الوظائف توظيف الأشخاص ذوي الإعاقة، بما في ذلك العمل الحر وملكية الأعمال التجارية الصغيرة.

## التاريخ
يقع مقر الشبكة في حرم جامعة وست فرجينيا منذ تأسيسها عام 1983. بدأت باستشاريين اثنين يقدمان معلومات حول التكييف عبر خطي هاتف دون أجهزة كمبيوتر. في ذلك الوقت، كانت شبكة تسهيلات الوظائف تخدم أصحاب العمل فقط الذين يبحثون عن معلومات حول التكييف. وبسبب الطلب الإضافي على خدماتها السرية والمباشرة والمجانية، توسعت شبكة تسهيلات الوظائف بسرعة لتتجاوز مجرد تقديم المعلومات لأصحاب العمل لتشمل مهنيي إعادة التأهيل والتعليم، والأفراد ذوي الإعاقة، وأي شخص آخر مهتم بتكييف أماكن العمل.
في البداية، قدمت شبكة تسهيلات الوظائف استشارات بشكل أساسي حول الإعاقات، بما في ذلك تلك التي تنطوي على ضعف في السمع، أو البصر، أو اللمس، أو النطق. حتى أوائل التسعينيات، كانت حوالي 30 بالمائة من طلبات شبكة تسهيلات الوظائف تتعلق بهذه المجالات من الإعاقة. مع انتشار أجهزة الكمبيوتر، وآلات المكاتب، والهواتف المحمولة، والاتصالات اللاسلكية، والتقنيات المماثلة في أماكن العمل، احتاج الموظفون من جميع أنواع الإعاقات إلى أن يكونوا قادرين على استخدام التكنولوجيا. ومع ازدياد أسئلة المتصلين تقنيةً، غير مستشارو شبكة تسهيلات الوظائف نهجهم إلى نهج الفريق، مقسمين إلى فرق الحركية/التنقل، الحسية، والمعرفية/العصبية. سمح نهج الفريق للمستشارين بالتعامل مع أعباء العمل المتزايدة، مع البقاء على اطلاع ومعرفة بالتقنيات والمنتجات سريعة التغير.
مع تنفيذ قانون الأمريكيين ذوي الإعاقة لعام 1990 (ADA) في عام 1992، بدأ المزيد من الأفراد في الاتصال بشبكة تسهيلات الوظائف، وركز المزيد من الحالات على تكييف الأفراد ذوي الإعاقات الحركية/التنقل. قبل عام 1992، كان متوسط استفسارات شبكة تسهيلات الوظائف يبلغ 630 استفسارًا شهريًا. في عام 1992، ارتفعت الحالات إلى أكثر من 1600 استفسار شهريًا واستمرت في الارتفاع المطرد طوال التسعينيات، لتنتهي بمتوسط يقارب 3000 استفسار شهريًا. يبلغ متوسط استفسارات شبكة تسهيلات الوظائف الآن أكثر من 53000 استفسار و5000000 عميل للموقع الإلكتروني سنويًا.
في عام 2000، تم تقييم موظفي شبكة تسهيلات الوظائف من قبل WESTAT، وهي شركة أبحاث مملوكة للموظفين تخدم وكالات الحكومة الأمريكية، بالإضافة إلى الشركات والمؤسسات والحكومات الحكومية والمحلية. حققت شبكة تسهيلات الوظائف اعترافًا بحصولها على أعلى درجة على الإطلاق من قبل مقيم خارجي.

## الخدمات المقدمة
يقدم مستشارو شبكة تسهيلات الوظائف، كل منهم حاصل على درجة الماجستير على الأقل في مجال متخصص، معلومات حول التكييف لجميع أنواع الإعاقات، بما في ذلك الحالات الحسية والحركية والمعرفية والنفسية. تتوفر المعلومات أيضًا حول الحقوق والمسؤوليات بموجب قانون الأمريكيين ذوي الإعاقة والتشريعات ذات الصلة. تواصل شبكة تسهيلات الوظائف تقديم موارد للمحاربين القدامى والعسكريين العائدين المصابين، بما في ذلك دعم أبطال أمريكا في العمل.
كما تقدم شبكة تسهيلات الوظائف معلومات حول ريادة الأعمال للأشخاص ذوي الإعاقة. يتعامل مستشارو شبكة تسهيلات الوظائف مع كل استفسار على أساس كل حالة على حدة، ويقدمون خبرة في تطوير الأعمال الحرة وتطوير الأعمال الصغيرة، وإحالات تتعلق بتخطيط الأعمال، واستراتيجيات التمويل، وأبحاث السوق، والبرامج الخاصة بالإعاقة، ودعم الدخل وتخطيط المزايا، والتجارة الإلكترونية، والتعاقد المستقل، وخيارات الأعمال المنزلية، ومبادرات الأعمال الصغيرة للمحاربين القدامى المعوقين. يمكن لعملاء شبكة تسهيلات الوظائف أن يتوقعوا الحصول على حزمة موارد مصممة خصيصًا لأهدافهم الريادية المحددة مع توفر المستشارين في جميع مراحل العملية الذين يمكنهم تقديم دعم مستمر.
يتم تقديم هذه المساعدة الفنية باللغتين الإنجليزية والإسبانية وهي مجانية عبر الهاتف والبريد الإلكتروني والدردشة والبريد العادي. جميع الاتصالات سرية ومتاحة لأصحاب العمل والمهنيين الطبيين وإعادة التأهيل والأشخاص ذوي الإعاقة وكذلك أي شخص آخر مهتم بتكييف أماكن العمل.
يقدم مستشارو شبكة تسهيلات الوظائف معلومات من خلال وسائل إعلام أخرى. تنتج شبكة تسهيلات الوظائف بثًا شهريًا عبر الويب حول مواضيع مختلفة تتعلق بالإعاقات أو القيود في مكان العمل. يقدم المستشارون عروضًا متكررة في مؤتمرات مختلفة. يمكن للأطراف المهتمة أيضًا تقديم طلبات لفعاليات تدريب محلية وبعيدة وعن بعد.

## الشراكات والتعاون
تدعم شبكة تسهيلات الوظائف أصحاب العمل من القطاع الخاص من خلال توفير بث شبكة تسهيلات الوظائف المخصص، والتدريب عبر برنامج سكند لايف، وأنظمة التطبيقات عبر الإنترنت، وتقييمات إمكانية الوصول إلى المواقع الإلكترونية، وغيرها من مواد المساعدة التقنية المصممة خصيصًا للقوى العاملة في صناعاتهم.
لدى شبكة تسهيلات الوظائف شراكة أو تعاون مع:
- شبكة القيادة التجارية الأمريكية (USBLN) لمؤتمرها السنوي، والبث عبر الويب الفصلي لأفضل ممارسات أصحاب العمل، والنشرة الإخبارية الشهرية، من بين مشاريع أخرى. تقدم شبكة تسهيلات الوظائف تقريرًا فصليًا لنشرة USBLN الإخبارية. كما تقدم شبكة تسهيلات الوظائف مساعدة فنية لحملة توظيف ذوي الإعاقة التي تعتبر USBLN متعاونة فيها. بالإضافة إلى ذلك، تقدم شبكة تسهيلات الوظائف تدريبًا مخصصًا كبيرًا لفروع USBLN في جميع أنحاء البلاد.
- الرابطة الصناعية للتقنيات المساعدة (ATIA) في تنفيذ منتدى أصحاب العمل السنوي.
- EconSys وتعاون التقنيات المساعدة حيث يطورون سلسلة من ممارسات مكان العمل الفعالة لدمج التقنيات المساعدة في مكان العمل للأشخاص ذوي الإعاقة.
- برنامج تكييف الكمبيوتر/الإلكترونيات (CAP) في مشاريع مثل مؤتمر وجهات نظر حول توظيف الأشخاص ذوي الإعاقة، وسلسلة بث الويب الشتوية لأصحاب العمل الفيدراليين التابعة لشبكة تسهيلات الوظائف، وأيام الابتكار في البنتاغون CAPTEC. تشارك موظفو شبكة تسهيلات الوظائف مع موظفي CAP في الأحداث الفيدرالية والمؤتمرات الوطنية. بالإضافة إلى ذلك، قدمت شبكة تسهيلات الوظائف عدة ساعات من التدريب على التكييف وقانون الأمريكيين ذوي الإعاقة لذوي الإعاقة لدورة تدريب وتصديق مديري برامج الإعاقة في EEOC/DoD.
- لجنة تكافؤ فرص العمل (EEOC) في جهود مثل تصميم مواد برنامج LEAD Schedule A، ونشر مواد الإرشاد المتعلقة بقانون الأمريكيين ذوي الإعاقة، والتعاون في سلسلة بث الويب الشتوية لأصحاب العمل الفيدراليين التابعة لشبكة تسهيلات الوظائف، والعروض التقديمية في مؤتمر Excel التابع لـ EEOC. بالإضافة إلى ذلك، قدمت شبكة تسهيلات الوظائف عدة ساعات من التدريب على التكييف وقانون الأمريكيين ذوي الإعاقة لذوي الإعاقة لدورة تدريب وتصديق مديري برامج الإعاقة في EEOC/DoD.
- أعضاء مجموعة اتصال الصناعة الوطنية (NILG) من خلال تقديم تقييمات لنظام تطبيقاتهم عبر الإنترنت ومواقع الويب العامة لإمكانية الوصول باستخدام أداة Accessible Systems Racing League الممولة من ODEP.
- مركز USDA TARGET لإنشاء غرفة تقنية مساعدة (AT) حيث يمكن لأصحاب العمل وغيرهم اختبار التقنيات المساعدة. حدث هذا سابقًا في مؤتمرات شبكة تسهيلات الوظائف وفي عام 2009 في مؤتمر USBLN. قام موظفو شبكة تسهيلات الوظائف بزيارة مركز TARGET أثناء تواجدهم في واشنطن العاصمة لمراجعة أحدث التقنيات المساعدة، وتواصل شبكة تسهيلات الوظائف استكشاف روابط ويب مستقبلية لموارد مركز TARGET ومن موقع TARGET إلى موارد شبكة تسهيلات الوظائف. شاركت شبكة تسهيلات الوظائف مركز TARGET في تطوير سلسلة بث الويب الشتوية لأصحاب العمل الفيدراليين لتعزيز توظيف الأشخاص ذوي الإعاقة في الحكومة الفيدرالية.
- Gettinghired.com بتعاون جديد نسبيًا. شبكة تسهيلات الوظائف الآن عضو في المجلس الاستشاري وقد طورت روابط متبادلة من المواقع الإلكترونية المعنية. بالإضافة إلى ذلك، لدى شبكة تسهيلات الوظائف تدريب مجدول لموظفي شبكة تسهيلات الوظائف لمعرفة المزيد عن موارد Gettinghired.com للأفراد ذوي الإعاقة الذين يبحثون عن عمل. سيؤدي ذلك إلى تبسيط إحالات شبكة تسهيلات الوظائف للأفراد الذين قد يتصلون بشبكة تسهيلات الوظائف أثناء البحث عن عمل. كما أن لوحة الوظائف في Gettinghired.com تقدم لشبكة تسهيلات الوظائف موردًا إضافيًا لتوظيف موظفين جدد.
- برنامج أبطال أمريكا في العمل التابع لمكتب سياسات توظيف ذوي الإعاقة (AHAW) لتطوير مواد مرجعية لشبكة تسهيلات الوظائف على الموقع الإلكتروني قبل إطلاق أغسطس 2008. قدمت شبكة تسهيلات الوظائف استشارات حول قضايا التكييف لموظفي AHAW، بما في ذلك مقاول ODEP من الباطن. طورت شبكة تسهيلات الوظائف مدونة للمحاربين القدامى على موقع شبكة تسهيلات الوظائف لاستخدامها من قبل AHAW وبرامج المحاربين القدامى الأخرى.
- مراكز المساعدة الفنية الإقليمية للإعاقة والأعمال (DBTACs) من خلال العديد من البث عبر الويب، والبودكاست، وغيرها من الأحداث. بالإضافة إلى ذلك، تقدم شبكة تسهيلات الوظائف عروضًا حول التكييف وأحكام التوظيف في قانون الأمريكيين ذوي الإعاقة في المؤتمر الوطني لـ DBTAC وكلا المجموعتين تحيلان بعضهما البعض عند الاقتضاء. تاريخيًا، أشركت شبكة تسهيلات الوظائف أيضًا DBTAC الإقليمي المحلي في المؤتمر السنوي لشبكة تسهيلات الوظائف. وتواصل شبكة تسهيلات الوظائف هذا التقليد من خلال العمل مع USBLN لإدراج DBTAC في مؤتمرها السنوي.
- الجمعية الأمريكية للأشخاص ذوي الإعاقة (AAPD) حيث استعرضت شبكة تسهيلات الوظائف وAAPD كل موقع إلكتروني على حدة لضمان تضمين الروابط والمعلومات حول كل منظمة. بالإضافة إلى ذلك، كانت شبكة تسهيلات الوظائف شريكًا في رعاية يوم توجيه الإعاقة السنوي لـ AAPD هذا العام في دولوث، مينيسوتا.
- الجمعية الوطنية للتصلب المتعدد حيث تجري شبكة تسهيلات الوظائف عدة تدريبات سنويًا تشمل موظفي دعم التوظيف في الجمعية الوطنية للتصلب المتعدد على المستويين الولائي والوطني. أشركت شبكة تسهيلات الوظائف الجمعية الوطنية للتصلب المتعدد في المؤتمرات والبث الشهري عبر الويب. بالإضافة إلى ذلك، راجعت شبكة تسهيلات الوظائف وثائق تستهدف أصحاب العمل تتعلق بوضع السياسات بموجب قانون الأمريكيين ذوي الإعاقة.
- الرابطة الوطنية لمنسقي قانون الأمريكيين ذوي الإعاقة من خلال استضافة موقع NAADAC الإلكتروني.
- الرابطة الوطنية لوكالات القوى العاملة الحكومية (NASWA) بالتعاون مع شركاء وزارة العمل، بما في ذلك مشروع أبطال أمريكا في العمل التابع لمكتب سياسات توظيف ذوي الإعاقة، قدمت شبكة تسهيلات الوظائف تدريبًا في منتدى EEOC التابع لوزارة العمل وكذلك في المؤتمر الوطني لـ NASWA. كما قدمت شبكة تسهيلات الوظائف عرضًا عبر الهاتف حول "تحديث قانون الأمريكيين ذوي الإعاقة" لاجتماع لجنة تكافؤ الفرص التابعة لـ NASWA.
- مجموعات أصحاب العمل الأخرى مثل جمعية إدارة الموارد البشرية، وائتلاف أصحاب العمل لإدارة الإعاقة، وجمعية المحامين الأمريكية، ومجموعة اتصال الصناعة الوطنية لتقديم التدريب للأعضاء بالإضافة إلى نشر المعلومات.
- مجموعات سكند لايف الافتراضية مثل Virtual Ability، Virtual Helping Hands (بما في ذلك يوم هيلين كيلر في سكند لايف)، مؤسسة تيك سوب، ونقابة المحامين في سكند لايف لتقديم التدريب والمساعدة التقنية والإحالات الافتراضية.

## وصلات خارجية
- الموقع الرسمي لشبكة تسهيلات الوظائف
- مكتب سياسات توظيف ذوي الإعاقة التابع لوزارة العمل الأمريكية
- وزارة العمل الأمريكية